# دونوکائولا
دونوکائولا (به لاتین: Dunukaula) یک منطقهٔ مسکونی در سری‌لانکا است که در استان مرکزی (سری‌لانکا) واقع شده‌است.